# STRIKE WITCHES 〜わたしにできること〜/ブックマーク ア・ヘッド
「STRIKE WITCHES 〜わたしにできること〜/ブックマーク ア・ヘッド」（ストライクウィッチーズ 〜わたしにできること〜/ブックマーク ア・ヘッド）は、石田燿子と宮藤芳佳（福圓美里）のシングル。2008年8月20日にコロムビアミュージックエンタテインメントから発売された。

## 解説
石田にとっては15作目のシングル。
表題曲として、テレビアニメ『ストライクウィッチーズ』のオープニングテーマを収録している。同曲には、同テレビアニメの監督でもある高村和宏が作詞者として名を連ねている。
2曲目の「ブックマーク ア・ヘッド」は、『ストライクウィッチーズ』のエンディングテーマであり、またアニメキャラクター名義のキャラクターソングにもなっている。このCDでは主人公である宮藤芳佳（福圓美里）が歌っているが、アニメ本編では各話ごとに歌い手の異なるバージョンか使用されており、それらは全て『ストライクウィッチーズ エンディング・テーマ コンプリート・コレクション』に収録されている。
3曲目にはサーニャ・V・リトヴャクのイメージソング「サーニャのうた」が収録されている。アニメ劇中ではサーニャの父親が彼女のために作った曲と設定されており、テレビアニメ第1期第6話では劇中歌として、門脇舞以が演じるサーニャが同曲を口ずさんだり、劇伴曲や劇中曲としてインストルメンタル版が流れたりする場面が描かれた。また『ストライクウィッチーズ オリジナル・サウンドトラック』には同曲のピアノバージョンが収録されている。
ジャケットには芳佳がプリントされている。

## チャート成績
初週5,301枚を売り上げ、2008年9月1日付オリコン週間シングルランキングで初登場20位を獲得。チャート登場回数は8回。累計11,300枚のセールスを記録した。

## 収録曲
1. STRIKE WITCHES 〜わたしにできること〜 [4:14] 
歌：石田燿子
作詞：只野菜摘・高村和宏、作曲・編曲：宅見将典
2. ブックマーク ア・ヘッド  [4:06] 
歌：宮藤芳佳（福圓美里）
作詞：只野菜摘、作曲・編曲：橋本由香利
3. サーニャのうた [3:00] 
歌：石田燿子
作曲・編曲：長岡成貢
4. STRIKE WITCHES 〜わたしにできること〜（オリジナル・カラオケ）